# Festival de Saintes
Le festival de Saintes est un festival international de musique classique qui se déroule chaque année à la mi-juillet sur une dizaine de jours et propose une trentaine de concerts dans Saintes et ses alentours.

## Description
Fondé en juillet 1972 par le journaliste Alain Pacquier, le Festival de musique ancienne de Saintes était consacré dans les premières années principalement à la musique ancienne. Le festival a été associé à une académie de musique ancienne jusqu’en 1978.
Dès les années 1970, le Festival de Saintes devient l’un des hauts lieux d’émergence du renouveau de la musique baroque et a été surnommé la « Mecque des baroqueux » par Libération. Il a accueilli des artistes et chefs d'orchestre tels William Christie (musicien), Jordi Savall, Paul Van Nevel et Philippe Herreweghe, sans cependant négliger la création contemporaine (Collectif 2E2B en 1977, Maurice Ohana en 1978, Yves Claoué en 1992). 
En 1993, devenu directeur artistique « Philippe Herreweghe désireux de diversifier les répertoires, et se tournant vers l’interprétation de la musique classique et romantique fait adopter au festival le caractère et le nom d’Académies musicales (ndlr : académie au sens de société réunissant des artistes et non au sens d’école). La programmation de cette nouvelle mouture est confiée à Thierry Lassence. ». 
Avec pour slogan « Cinq siècles de musique contemporaine », le festival accueille le répertoire classique, romantique, contemporaine, les musiques médiévales, voire le jazz et les musiques du monde. Sont programmés des chanteurs comme Véronique Gens et les pianistes Bertrand Chamayou, Zhu Xiao-Mei, Adam Laloum, Alexandre Tharaud. 
La musique de la dynastie Bach est un des piliers de la programmation du Festival. Depuis sa fondation, le Festival programme chaque année des concerts proposant une cantate de Johann Sebastian Bach, jusqu’à une par jour, un rendez-vous important pour les festivaliers. Elles étaient dirigées dans les premières décennies du festival par Philippe Herreweghe, puis par des chefs comme René Jacobs en 1993, Jos van Immerseel en 1995, Sigiswald Kuijken en 1998, Joël Suhubiette en 2007, Damien Guillon et Lionel Meunier en 2014, etc. Au fil des années, le Festival de Saintes a facilité dans un souci de transmission l’émergence de nouveaux chefs et de nouveaux ensembles : Martin Gester, Christophe Rousset, Hervé Niquet. 
Depuis sa fondation, le Festival de Saintes développe une vocation de formation. Aujourd'hui l’association de l’Abbaye aux Dames, la cité musicale poursuit cette activité pédagogique en programmant les sessions de formation du Jeune Orchestre de l'abbaye (anciennement Jeune Orchestre atlantique) dans le cadre du Master « Recherche et pratiques d’ensemble » validé par l’université de Poitiers.
Le Festival de musique de Saintes est membre de France Festivals et du REMA, réseau européen de musique ancienne.

## Historique

### Années 1970
L’Abbaye aux Dames de Saintes est en ruine quand le journaliste Alain Pacquier, 24 ans, organise les premiers stages de clavecin, flûte à bec et hautbois baroque. Le bilan de l’été 1972 est honorable : 3000 spectateurs pour huit concerts. Budget : 45 000 francs. Harry Halbreich conseille Alain Pacquier sur la musique contemporaine. Il donnera également des conférences
En 1973, l’Académie d’été accueille 60 stagiaires (animateur : Maurice Rousseau). Le festival met à l’honneur Jean-Claude Malgoire qui enseigne à l’Académie la journée et donne des concerts le soir.
En juillet 1977, le festival est consacré à la musique anglaise de Haendel, Purcell, Tallis. L’Académie accueille 200 stagiaires. Le budget passe à 2,7 millions de Francs.
L’été 1978, le metteur en scène Peter Brook vient faire travailler les stagiaires de l’Académie, avec l’aide de sa troupe. Dans le cadre de la programmation de musique espagnole la même année, l’ensemble Hesperion XX de Jordi Savall enregistre leur « Livre vermeil de Montserrat » dans l’église de Saint-Savinien. Cette année là le Festival traverse une crise financière après « une gestion généreuse et imprudente » dixit Jacques Lonchampt dans Le Monde du 13 juillet 1979. Le Centre international de recherches musicales et d’animation régionale (CIRMAR) accuse 1,6 million de francs de déficit. Côté festival, Alain Pacquier est maintenu malgré les critiques sur son management, aidé par un comité de gestion dirigé par Guy Antoons, conseiller municipal. Le ministère de la culture et la municipalité de Saintes sauvent le Festival. 
Pour l’été 1979, l’Académie de musique ancienne est suspendue. L’édition 1979 du festival accueille La Grande Ecurie et la Chambre du Roy de Jean-Claude Malgoire.

### Années 1980
Sous la direction, à partir de 1981, du chef de chœur belge Philippe Herreweghe, alors à la tête du Collegium Vocale de Gand et de l’ensemble « La Chapelle royale », le festival devient un lieu important pour l’interprétation de la musique de J.S. Bach, notamment de ses Cantates. Dans la crypte de l’église Saint-Eutrope, Jean-Claude Malgoire donne les Leçons de Ténèbres de Marc-Antoine Charpentier. En 1978, encouragé par le succès du festival, un grand programme de restauration est engagé à l’Abbaye aux Dames  et se terminera en octobre 1988 par l’inauguration en présence du président François Mitterrand.

### Années 1990
En 1993, le festival prend le nom de « Académies musicales de Saintes ». Le journaliste Thierry Lassence assiste Philippe Herreweghe dans la programmation, jusqu’à sa mort en 1996. Celui-ci est remplacé par Stephan Maciejewski. La programmation s’élargit à la Renaissance, au répertoire contemporain et aux musiques du monde, toujours dans son souci premier d’excellence artistique et d’authenticité. L’année 1994 est marquée par des problèmes d’équilibre du budget Le festival redresse la barre en 1999 et reçoit des subventions publiques plus importantes. Son budget est à l’époque de 4,5 millions de francs (682 852 euros).

### Années 2000
Dans la lignée de Philippe Herreweghe qui en reste une figure emblématique, la direction artistique est assurée à partir de 2002 par Stephan Maciejewski qui s’appuie sur des partenaires de premier plan : Orchestre des Champs-Élysées, Collegium Vocale Gent, Paul Van Nevel, Vanessa Wagner… En 2001, la musique de Bach représentait encore 50 % de la programmation. En 2004, Alexandre Tharaud interprète Couperin sur piano moderne. Cet été-là, le journaliste et critique Renaud Machart parle dans le journal Le Monde d’un « Woodstock de la musique ancienne ». Le journaliste souligne la qualité de sa direction artistique proposant « une programmation soignée et inventive qui le sort des sentiers battus. ». En 2007, le festival révèle un nouveau talent : le contre-ténor Damien Guillon, participant au Collegium Vocale Gent. L’année 2009 bat des records de fréquentation avec 13 000 billets vendus .

### 2012
Pour cause de mauvais temps, le concert d’ouverture, en plein air, de l’Orchestre national Bordeaux Aquitaine est annulé. Les pianistes Jean-Frédéric Neuburger et Jean-François Heisser donnent Mantra  de Stockhausen. Philippe Herreweghe à la tête de l’Orchestre des Champs-Élysées clôt le festival avec la 9e Symphonie d'Anton Bruckner[réf. souhaitée].

### 2013
Elle s’ouvre sur le retour de Jordi Savall, venu pour la première fois au festival en 1972 , mais absent depuis 1991. 

### 2014
Pour l’ouverture, le festival fait découvrir l’ensemble Vox Luminis. Sous la direction de Lionel Meunier, Vox Luminis donne un programme consacré à Samuel Scheidt et Heinrich Schütz, et remporte un grand succès. Les concerts des Cantates de J.S. Bach sont confiés à des jeunes chef de chœur : Damien Guillon et Lionel Meunier.

### 2015
Le festival s’ouvre le 10 juillet avec la première reconstruction musicale du « ballet royal de la nuit » par Sébastien Daucé et son Ensemble Correspondances, un « exploit musical autant que dramaturgique » selon Télérama. C’est un moment particulier pour les fidèles de Saintes qui apprécient cette création de Sébastien Daucé, un ancien bénévole du Festival.

## Lieux de concerts
- L’abbatiale de l’Abbaye aux Dames de Saintes
- Crypte de la basilique Saint-Eutrope de Saintes
- Cathédrale Saint-Pierre de Saintes
- Église Saint-Sylvain de Saint-Sauvant et les églises romanes du département

## Ambiance
Dès 1978, le critique et journaliste du Monde Jacques Lonchampt témoigne de l’ambiance particulièrement bienveillante qui règne au festival : « personne n'est exclu, chacun peut s'ouvrir dans cette atmosphère de bienveillance, où chacun partage ce qu'il a de meilleur. Instrumentistes, stagiaires, professeurs, acteurs, spectateurs, aucun ne reste enfermé en lui-même, supérieur ou inférieur, mais tous participent joyeusement à une sorte de festin de l'amitié qui ouvre des perspectives optimistes bien étranges dans une civilisation aussi fermée que la nôtre ».« Et puis le Festival de Saintes est resté sans façons : pas de robes de soirée, un mélange heureux et débonnaire, aux entractes et après les concerts, des artistes et du public, des fidèles pour la plupart qui, chaque été, viennent plus nombreux », selon Madeleine Chapsal dans Le Monde, à propos d’un festival qu’elle a suivi pendant 40 ans.
D’après une étude[Laquelle ?] réalisée auprès du public du Festival en juillet 2015, la convivialité, la simplicité, la proximité et l’excellence sont des valeurs portées non seulement par les festivaliers mais également par les artistes et l’équipe qui encadre chaque année ce festival[réf. nécessaire].